# Caloptilia immuricata
Caloptilia immuricata là một loài bướm đêm thuộc họ Gracillariidae. Nó được tìm thấy ở Ecuador và Peru.